# Chiwoniso Maraire

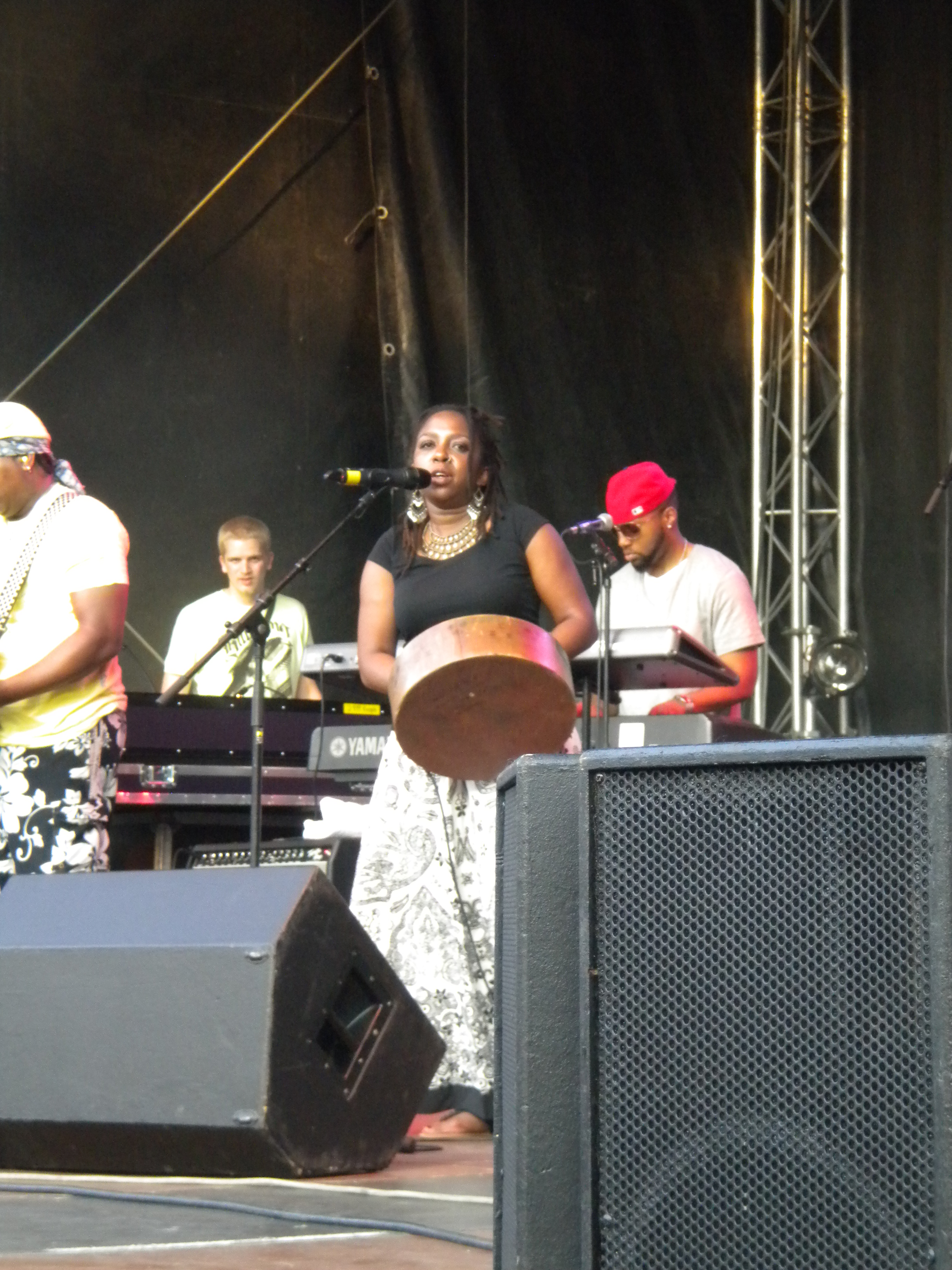
Chiwoniso Maraire

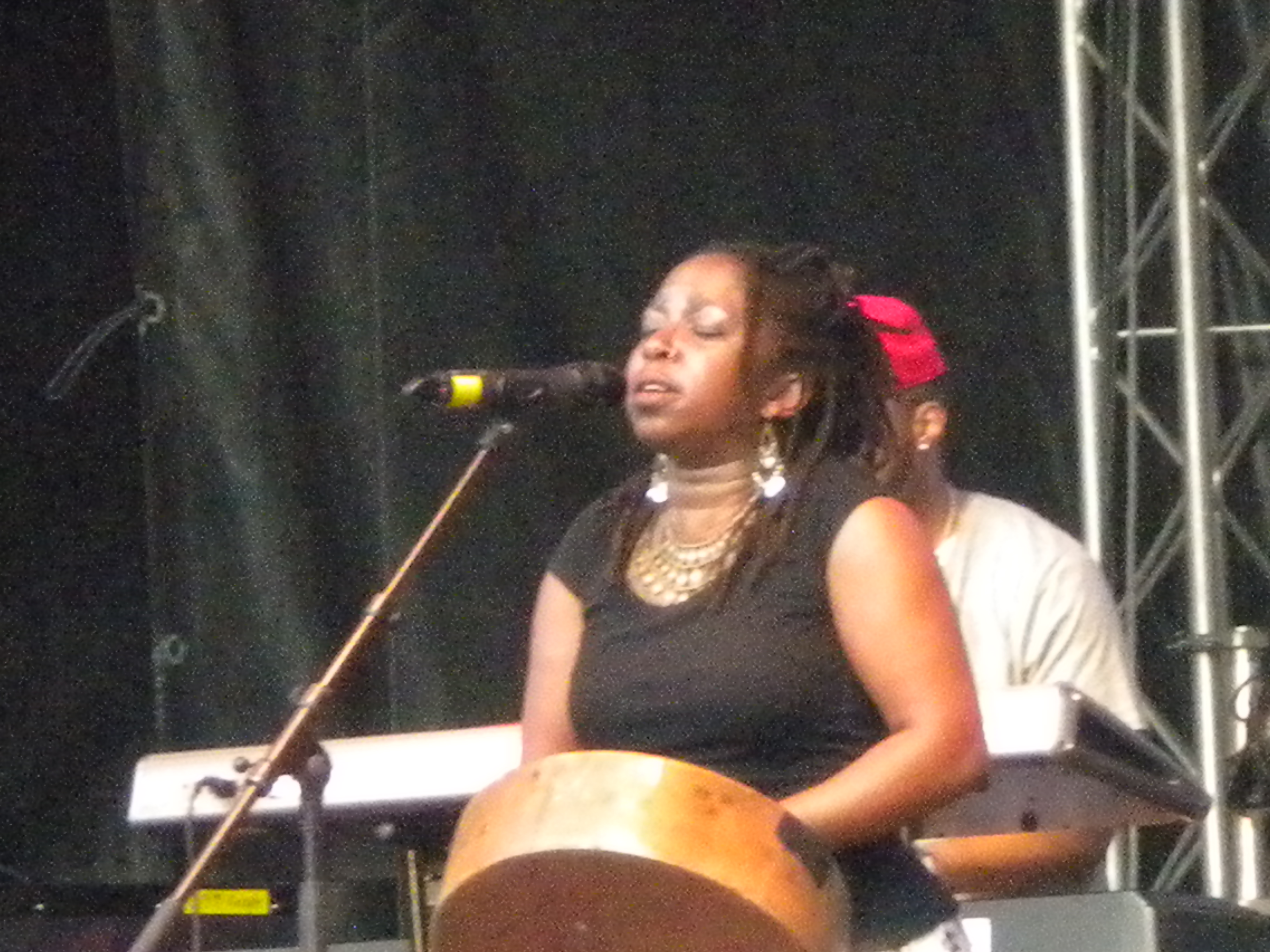
Chiwoniso Maraire en vivo

Chiwoniso Maraire (5 de marzo de 1976 - 24 de julio de 2013) fue una cantante, compositora y exponente de la música zimbabuense mbira. Era hija del reconocido músico y maestro de Zimbabue mbira Dumisani Maraire.

## Carrera
Describiendo el mbira, ella dijo: 

"[que] es como un gran xilófono. Está en todas partes en África bajo diferentes nombres: sanza, kalimba, etc. Para nosotros en Zimbabwe es el nombre de muchos instrumentos de cuerda. Hay muchos tipos de mbiras. El que yo toco se llama nyunga nyunga, lo que significa brillo, chispa".

Chiwoniso tuvo su grupo acústico Chiwoniso & Vibe Culture durante varios años. De 2001 a 2004, fue también un miembro clave de la multinacional banda de mujeres Women's Voice, cuyos miembros originales procedían de Noruega, Zimbabue, Tanzania, Estados Unidos, Israel y Argelia. Chiwoniso también protagonizó una película, después de haber trabajado en las bandas sonoras de películas y documentales de una serie de escritores y productores de cine de Zimbabue en los últimos diez años.

## Muerte
Murió el 24 de julio de 2013, de una neumonía mal tratada.

## Discografía
- Ancient Voices (2001)
- Timeless (2004)
- Hupenyu Kumusha, Life at Home, Impilo Ekhaya. The Collaboration: v. 1. (2006)
- Rebel Woman (2008)

Recopilaciones
- Listen To The Banned (2010)